# Włosień (Babice)
Włosień – przysiółek wsi Babice w Polsce położony w województwie małopolskim, w powiecie chrzanowskim, w gminie Babice. 
W latach 1975–1998 przysiółek należał administracyjnie do województwa katowickiego.